# Brad McKay
Brad McKay (Edimburgo, 26 marzo 1993) è un calciatore scozzese, difensore del Brechin City.

## Caratteristiche tecniche
È un difensore centrale.

## Palmarès

### Club

#### Competizioni nazionali
- Scottish Challenge Cup: 2

Inverness: 2017-2018, 2019-2020